# Liste der Naturdenkmale in Grafenhausen
| Naturdenkmale | Anzahl |
| ------------- | ------ |
| FND           | 7      |
| END           | 20     |
| Gesamt        | 27     |

Die Liste der Naturdenkmale in Grafenhausen nennt die verordneten Naturdenkmale (ND) der im baden-württembergischen Landkreis Waldshut liegenden Gemeinde Grafenhausen. In Grafenhausen gibt es insgesamt 27 als Naturdenkmal geschützte Objekte, davon 7 flächenhafte Naturdenkmale (FND) und 20 Einzelgebilde-Naturdenkmale (END).
Stand: 31. Oktober 2016.

## Flächenhafte Naturdenkmale (FND)
| Name                                                | Bild | Kennung     | Einzelheiten | Position | Fläche Hektar | Datum         |
| --------------------------------------------------- | ---- | ----------- | ------------ | -------- | ------------- | ------------- |
| Felsgruppe, Weißtanne                               |      | 83370390020 | Grafenhausen | ???      | 0,0           | 15. Juli 1950 |
| Felsgruppe                                          |      | 83370390026 | Grafenhausen | ???      | 0,0           | 15. Juli 1950 |
| Findlingsgruppe (Ca. 20 Granitblöcke bis 5 m Größe) |      | 83370390011 | Grafenhausen | ???      | 0,0           | 15. Juli 1950 |
| Findlingsgruppe Dielsruhe                           |      | 83370390018 | Grafenhausen | ???      | 0,0           | 15. Juli 1950 |
| Findlingsgruppe                                     |      | 83370390012 | Grafenhausen | ???      | 0,0           | 15. Juli 1950 |
| Findlingsgruppe                                     |      | 83370390013 | Grafenhausen | ???      | 0,0           | 15. Juli 1950 |
| Kameradenfelsen                                     |      | 83370390017 | Grafenhausen | ???      | 0,0           | 15. Juli 1950 |
| Legende für Naturdenkmal                            |      |             |              |          |               |               |

## Einzelgebilde (END)
| Name                                       | Bild | Kennung     | Einzelheiten | Position | Fläche Hektar | Datum         |
| ------------------------------------------ | ---- | ----------- | ------------ | -------- | ------------- | ------------- |
| Fichte                                     |      | 83370390014 | Grafenhausen | ???      | 0,0           | 15. Juli 1950 |
| Fichtengruppe                              |      | 83370390016 | Grafenhausen | ???      | 0,0           | 15. Juli 1950 |
| Hochstichtanne                             |      | 83370390010 | Grafenhausen | ???      | 0,0           | 15. Juli 1950 |
| Weißtanne, Kiefer, 3 Weißtannen            |      | 83370390019 | Grafenhausen | ???      | 0,0           | 15. Juli 1950 |
| Weißtanne                                  |      | 83370390001 | Grafenhausen | ???      | 0,0           | 15. Juli 1950 |
| Weißtanne                                  |      | 83370390023 | Grafenhausen | ???      | 0,0           | 15. Juli 1950 |
| Weißtanne                                  |      | 83370390024 | Grafenhausen | ???      | 0,0           | 15. Juli 1950 |
| Weißtannengruppe: 4 Gruppen von Weißtannen |      | 83370390006 | Grafenhausen | ???      | 0,0           | 15. Juli 1950 |
| Zwillingsbuche                             |      | 83370390025 | Grafenhausen | ???      | 0,0           | 15. Juli 1950 |
| Zwillingstanne                             |      | 83370390027 | Grafenhausen | ???      | 0,0           | 15. Juli 1950 |
| 1 Weißtanne                                |      | 83370390009 | Grafenhausen | ???      | 0,0           | 15. Juli 1950 |
| 2 Fichten                                  |      | 83370390015 | Grafenhausen | ???      | 0,0           | 15. Juli 1950 |
| 2 Weißtannen                               |      | 83370390002 | Grafenhausen | ???      | 0,0           | 15. Juli 1950 |
| 2 Weißtannen                               |      | 83370390008 | Grafenhausen | ???      | 0,0           | 15. Juli 1950 |
| 3 Weißtannen                               |      | 83370390005 | Grafenhausen | ???      | 0,0           | 15. Juli 1950 |
| 3 Weißtannen                               |      | 83370390021 | Grafenhausen | ???      | 0,0           | 15. Juli 1950 |
| 3 Weißtannen                               |      | 83370390022 | Grafenhausen | ???      | 0,0           | 15. Juli 1950 |
| 5 Weißtannen                               |      | 83370390028 | Grafenhausen | ???      | 0,0           | 15. Juli 1950 |
| 6 Weißtannen (Gruppe)                      |      | 83370390007 | Grafenhausen | ???      | 0,0           | 15. Juli 1950 |
| 6 Weißtannen                               |      | 83370390004 | Grafenhausen | ???      | 0,0           | 15. Juli 1950 |
| Legende für Naturdenkmal                   |      |             |              |          |               |               |